# Софијски парк
Софијски парк (укр. Софіївський парк; пољ. Zofiówka) је арборетум (врста ботаничке баште) и научно-истраживачки институт Националне академије наука Украјине (Одсек за биологију НАСУ). У Софијивки се обавља научни рад у области дендрологије, хортикултуре (укључујући проучавање, аклиматизацију и интродукцију вредних биљака) и изградње паркова, ботанике и екологије биљака. Парк се налази у северном делу града Умањ, Черкашка област (Централна Украјина), близу реке Камјанке. Неки делови парка подсећају на енглески парк. Данас је парк популарно рекреативно место, које годишње посети 500.000 посетилаца. Површина парка је 179,2 хектара.
"Софијивка" је сликовита знаменитост светског баштованског дизајна са почетка 19. века. У парку се налази преко 2.000 врста дрвећа и грмља (локалних и егзотичних) међу којима су таксодијум (мочварни чемпрес), Вајмутов бор, лалино дрво, платан, гинко и многе друге.
Парк је украшен стенама, пећинама, базенима, водопадима, павиљонима, сеницама, скулптурама.
Од 1980. године директор парка је члан-дописник Академије наука, доктор биолошких наука Иван Косенко. 1985. године мала планета #2259 је по овом парку названа "Софијивка".

## Историја
Енглеску пејзажну башту основао је 1796. године гроф Станислав Счесни Потоцки, пољски племић који је обновио Умањ након сељачког устанка. Град Умањ у то време био је део Руске империје. Парк је добио име по његовој супрузи Гркињи Софији. Био је то поклон Станислава Потоцког супрузи за њен рођендан.
Цена првобитног парка процењена је на 15 милиона злота, богатство по савременим стандардима. Главни извођач радова био је Лудвик Мецел, пољски војни инжењер који је увозио многе ретке биљке из целе Европе. Као главну радну снагу запослио је локалне кметове. Земљиште за парк је било веома неразвијено са бројним јаругама и подељено реком Камјанка. Главни део парка налази се поред те реке са низом вештачких басена и бара, водопада (највиши је висок 14 м), устава, ту је и подземна река Ахерон (дужина - 224 м), фонтане и др. Церемонију отварања почастио је и Станислав Трембецки, који је написао песму у којој велича парк и његову имењакињу. Парк је украшен бројним скулптурама, углавном античким, и вештачким литицама, пећинама и видиковцима. Парк је конфискован из приватног поседа након пољског новембарског устанка 1832. године и пренет у надлежност Кијевске државне коморе. Исте године Николај I поклонио је парк својој супрузи Александри Фјодоровној. За то време из парка се уклањају биста Тадеуша Кошћушка и скулптура Јозефа Поњатовског. Током овог периода, Софијивка је названа "Царичин врт". У периоду 1836–1859, парк је био власништво Управе војних насеља и значајно је промењен.
Током Великог отаџбинског рата, комплекс парка је значајно оштећен.
Године 1945. парк је добио пуно име "Умански државни резерват "Софијивка"".
После елементарне непогоде - поплаве - 1980. године, за четири месеца обновљено је више од педесет објеката. Од 1991. године парк је добио статус истраживачке институције Националне академије наука Украјине.
То је једна од светски познатих баштенско - парковских уметничких креација. У парку има много сликовитих подручја, укључујући водопаде, фонтане, базене и камену башту. То је један од најпознатијих примера европског пејзажног дизајна баште са краја 18. или почетка 19. века који је сачуван до данашњег времена.
Софијски парк је 21. августа 2007. проглашен за једно од седам чуда Украјине, на основу гласања стручњака и интернет заједнице.

## Знаменитости парка
По оригиналној замисли архитекте, парк илуструје различите делове Хомерових песама Одисеја и Илијада .

### Јужни део
Парк почиње са "Главним улазом" у Садова улици. Централна алеја почиње после главног улаза. Ту се и данас налазе главне улазне куле, изграђене 1850–1852. У близини се налази туристички услужни центар, који се данас зове „Кућа креативности научника“. Ова зграда је оригиналне архитектуре са осматрачницом на врху. Поред музеја, зграда има хотел, ресторан и сауну. Дуго је улаз у парк био украшен црним тополама (дрвеће у облику троугла). Из парка "Софијивка" ово дрвеће постало је веома популарно широм Руске империје. Пре 1996. године, са десне стране од улаза, налазио се мали историјски музеј. Зграда је изграђена 1957. године и коришћена је као лабораторија. После 1980. претворена је у музеј за обуку водича. 1996. године сви експонати су пресељени у управну зграду. Сада се са места некадашњег музеја могу видети гранитне литице и мало "Женевско језеро" које се овде појавило 1930-их.
На пропланку уз "Женевско језеро" изграђена је мала сеница за стражара. Сеница је по облику личила на печурку, па се простор на брду са десне стране од улаза зове „Печурка“. Сеница је реновирана 1994. године.
На десној страни главне алеје (између Главног улаза и Тарпејске стене) расту чемпреси и борови. Ово дрвеће је засађено 1891. године. Ова област се пре почетка Другог светског рата звала „Мала Швајцарска“.
"Тарпејска стена" се налази на десној страни главне алеје после "Мале Швајцарске". Ова стена је добила име по југоисточном зиду тврђаве Капитол у старом Риму и на њој се налази дрвена сеница. За време владавине Потоцког, ова тачка је била крај парка.
Пре павиљона Флоре, лево, види се извор – „Сребрни извори”. Овај природни извор воде уређен је у античком стилу и изграђен је 1974. године.
Главна алеја се завршава „Павиљоном Флора“. Налази се на тргу где неколико путева креће у различитим правцима.

### Централни део
Композиција централне зоне Софијивке заснована је на сценама из митологије античке Грчке и Рима, а на појединим местима су имитације станишта грчких богова, хероја, писаца и филозофа. То подручје красе статуе Хермеса и Венере.

### Источни део
Источно од статуе Амора, на левој страни, налазе се гранитне степенице које воде до пећина Локоток и Орешек. Настали су у првом периоду изградње парка.
Орашек пећина се налази на десној страни. Она употпуњује састав дивова долине. У пећини је урезана гранитна Нут лава, а поред ње је направљен тростепени водопад. Даље улицом иде мост преко корита реке Камјанке, који води у долину Темпе. На овом месту, Лудвиг Мецел је покушао да створи прототип грчке долине Темпе. Овде је расло 9 бреза које су алегоријски приказивале девет синова Потоцког. 
У парку се налазе и бисте Платона, Аристотела, Хомера и Сократа. Део парка зове се Јелисејска поља.

### Северни део
Енглески парк, или Арборетум В.В. Пашкевича, налази се у северном делу парка. Заузима малу површину у облику троугла, са површином од око 2 хектара. Његов врх се налази поред капије Уманске пољопривредне академије. На парцелама арборетума расте највећи број егзотичних дрвенастих и жбунастих биљака, вредних како у декоративном тако и у шумарском погледу, њихов број 1987. године износио је више од 100 врста и облика. Уз Енглески парк на западу је амфитеатар Партер и стаклена башта. Испред стаклене баште је направљен део парка на три нивоа. 

## Галерија
- Партерни амфитеатар
- Аполон
- Павиљон
- Мост у парку
- Критски лавиринт